# ليزلي كولير
ليزلي كولير (بالإنجليزية: Lesley Collier)‏ هي راقصة باليه بريطانية، ولدت في 13 مارس 1947 في Orpington ‏ في المملكة المتحدة.

## وصلات خارجية
- ليزلي كولير على موقع IMDb (الإنجليزية)
- ليزلي كولير على موقع قاعدة بيانات الفيلم (الإنجليزية)